# 宍道湖大橋

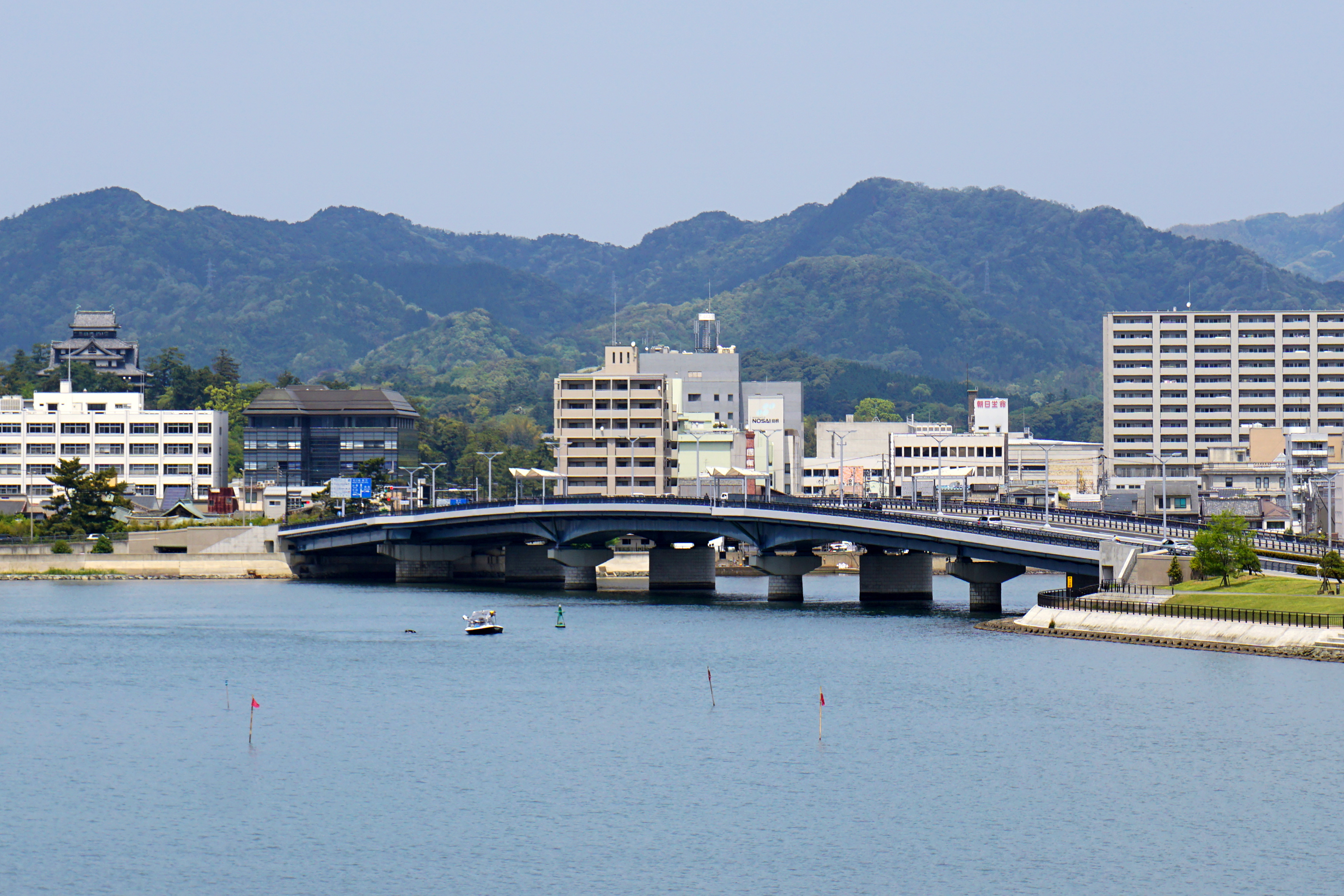
島根県立美術館から望む

宍道湖大橋（しんじこおおはし）は、島根県松江市を流れる大橋川の最も宍道湖側に架かっている道路橋である。かつては島根県が管理していた有料道路だった。また、島根県道37号松江鹿島美保関線の一部である。

## 沿革
1965年（昭和40年）、島根県の県庁周辺整備計画委員会において、国道9号から大橋川を渡る動線として既存の松江大橋と松江新大橋だけでは増加傾向にある交通量を捌ききれないと予想されたことから、県庁前と直接結ぶ橋として六道湖大橋が計画された。
- 1970年8月 着工。総事業費は9億円[1]。
- 1972年7月22日 開通[2]。大橋川の南側に料金所があった。普通乗用車は1回50円。
- 1981年7月1日 無料化。島根県道37号松江鹿島美保関線の一部区間になった。
- 1997年10月 道路拡幅・補強工事着工。総事業費 約101億円（うち宍道湖大橋約53億円）[4]。
- 2002年7月30日 道路幅の拡幅（4車線化）完了[5]

## 朝夕の渋滞
橋の付近は、朝夕はよく渋滞する。近くにあるNHK松江放送局のカメラで、この橋の様子が捉えられている。

## アクセス
松江駅からバスで約5分
- 松江南北循環線　北循環線【➀番乗り場】→宍道湖大橋北詰、宍道湖大橋南詰　下車210円
- 松江しんじ湖温泉駅線【➂番乗り場】→（西進、北進のみ）宍道湖大橋南詰、宍道湖大橋北詰　下車160円
- 八重垣、かんぺの里線【➃番乗り場】→大橋南詰（東進、南進のみ）下車160円